# Zbrodnia w Słobódce
Zbrodnia w Słobódce – zbrodnia dokonana w kwietniu 1944 roku przez nacjonalistów ukraińskich z UPA na ludności narodowości polskiej. Miejscem zbrodni była Słobódka w gminie Bratkowce, w powiecie stryjskim.
Według Janusza Stankiewicza wśród ofiar zbrodni w Słobódce był m.in. nieznany z imienia Janeczko z synem i 2 córkami.